# Mats Brännström

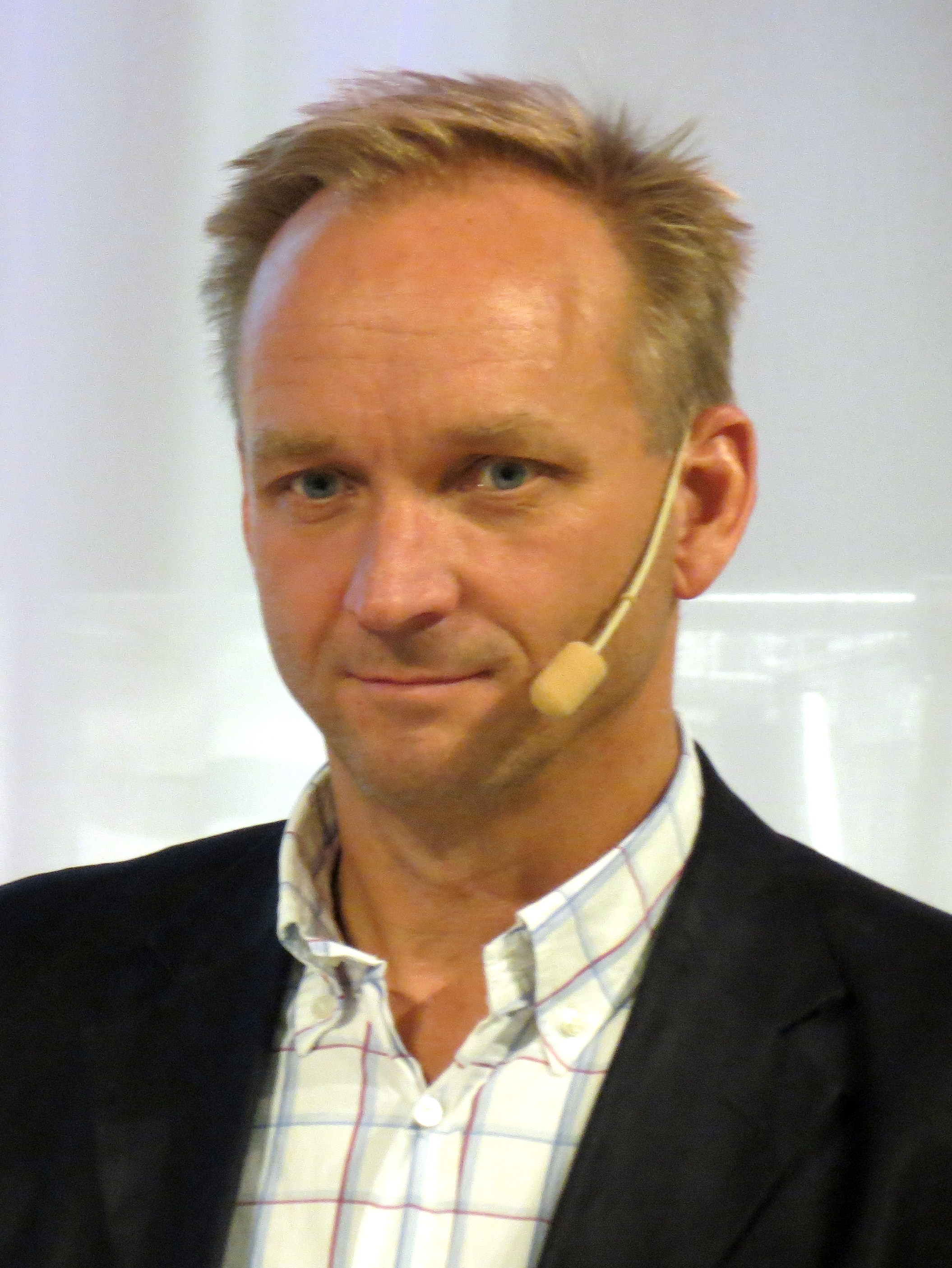
Mats Brännström på Bokmässan i Göteborg 2013.

Mats Brännström, född 22 januari 1958, är en svensk överläkare och professor i obstetrik och gynekologi.
Brännström avlade doktorsexamen vid Göteborgs universitet 1988. Under åren 2001–2002 var Brännström professor i obstetrik och gynekologi vid Uppsala universitet. Han innehar professur i dessa ämnen vid Göteborgs universitet sedan år 2003. Han är även överläkare vid Sahlgrenska universitetssjukhuset.
Brännström ledde det privatfinansierade forskningsprojekt som år 2014 resulterade i den första födseln efter en genomförd livmodertransplantation. Forskningsresultaten publicerades i den brittiska medicinska tidskriften The Lancet.